# 黒人映画制作者の殿堂
黒人映画制作者の殿堂（The Black Filmmakers Hall of Fame, Inc. BFHFI）は、1973年、カリフォルニア州オークランドで設立。カメラの前に立つ人、カメラの後で働く人双方のアフリカ系アメリカ人アーティストによる貢献を維持し、黒人による映画制作を支持、促進。またオークランドで毎年2月選考されるオスカー・ミショー賞の主催をしており、アフリカ出身の人々による、あるいはアフリカ出身の人々についての映画の試写会を後援。

## 主な殿堂入り者

### 1973年
- クラレンス・ミューズ (1889年 - 1979年)
- ゴードン・パークス (1912年 - 2006年)

### 1974年
- キャサリン・ダンハム (1909年 - 2006年)
- ステピン・フェチット (リンカーン・ペリー) (1902年 - 1985年)
- ポール・ロブスン (1898年 – 1976年)

### 1975年
- ルビー・ディー (1924年 - )
- ホール・ジョンソン (1888年 - 1970年)
- アビー・リンカーン (1930年 - )
- ハティ・マクダニエル (1895年 - 1952年)
- バタフライ・マックイーン (1911年 - 1995年)
- フレディ・ワシントン (1903年 - 1994年)

### 1976年
- ルイーズ・ビーヴァース (1902年 - 1962年)
- ダイアン・キャロル (1935年 - )
- オスカー・ミショー (1893年 – 1951年)
- ブロック・ピーターズ (1927年 – 2005年)
- メルヴィン・ヴァン・ピーブルス (1932年 - )

### 1977年
- メイディ・ノーマン (1912年 - 1998年)
- シシリー・タイソン (1933年 - )

### 1978年
- ニコラス・ブラザーズ
- ニーナ・メイ・マッキニー (1913年 - 1967年)
- シドニー・ポワチエ (1927年 - )

### 1979年
- エッタ・モーテン・バーネット (1901年 - 2004年)

### 1980年
- アイヴァン・ディクソン (1931年 - )
- ウィリアム・グリーヴス (1926年 - )

### 1984年
- ビリー・ディー・ウィリアムズ (1937年 - )

### 1986年
- マダム・スイ・テ・ウワン (1873年 - 1959年)

### 1987年
- サミー・デイヴィスJr. (1925年 - 1990年)
- スキャットマン・クローザース (1910年 - 1986年)
- ジェニー・ルゴン (1916年 - )
- アーニー・モリソン (1912年 - 1989年)

### 1990年
- スザンヌ・ド・パッシー (1948年 - )
- ダニー・グローヴァー (1946年 - )

### 1993年
- マデリン・アンダーソン
- ロザリンド・キャッシュ (1938年 - 1995年)

### 1995年
- ウイリアム・D・アレクサンダー (1916年 – 1991年)

### 2006年
- ハティ・マクダニエル (1895年-1952年)